# Wang Qiang (ski de fond)
Dans ce nom chinois, le nom de famille, Wang, précède le nom personnel.
Pour les articles homonymes, voir Wang (patronyme).
Wang Qiang (en chinois : 王强), né le 13 avril 1993 à Shuangfeng, est un fondeur chinois, spécialiste du sprint. 

## Biographie
Actif dans les compétitions de la FIS depuis 2010, il fait ses débuts en Coupe du monde en novembre 2017 à Ruka. Quelques mois plus tard, il prend part aux Jeux olympiques à Pyeongchang, où il court cinq épreuve, arrivant au mieux 55e sur une épreuve individuelle, le cinquante kilomètres.
Après une victoire sur la Vasaloppet China, il honore sa première sélection pour des championnats du monde à Seefeld en 2019, s'y classant notamment à la 28e place sur le sprint libre. 
À l'été 2019, il remporte une manche de la Coupe du monde de rollerski à Pékin sur 22,7 kilomètres, une première pour un Chinois.
En décembre 2019, il pénètre pour la première fois dans le top 30 en Coupe du monde, pour finir 25e au sprint libre de Davos. Peu après, il occupe la 17e place au sprint libre de Planica. Pendant deux ans environ le Chinois est privé de compétitions à l'étranger en raison des restrictions liées à la pandémie de covid-19, avant de disputer les Jeux olympiques de Pékin en février 2022. Inscrit sur le sprint libre, il se classe cinquième des qualifications, avant de faire disqualifier lors de son quart de finale, faisant chuter Pål Golberg. Son entraîneur estime que son manque de compétition internationale lui a fait perdre ses repères et qu'il aurait pu viser la médaille autrement.

## Palmarès

### Jeux olympiques
| Épreuve / Édition   | Sprint                           | Sprint                           | 15 km                            | 15 km                            | Skiathlon 2 × 15 km | 50 km libre | Relais | Relais    |
| Épreuve / Édition   | libre                            | classique                        | libre                            | classique                        | Skiathlon 2 × 15 km | 50 km libre | Sprint | 4 × 10 km |
| JO 2018 Pyeongchang | Épreuve inexistante à cette date | 63e                              | DSQ                              | Épreuve inexistante à cette date | 61e                 | 55e         | 24e    | —         |
| JO 2022 Pékin       | 30e                              | Épreuve inexistante à cette date | Épreuve inexistante à cette date |                                  | —                   |             |        |           |

Légende : DSQ = disqualifié

### Championnats du monde
| Épreuve / Édition     | Sprint | Sprint                           | 15 km                            | 15 km     | Skiathlon 2 × 15 km | 50 km libre | Relais | Relais    |
| Épreuve / Édition     | libre  | classique                        | libre                            | classique | Skiathlon 2 × 15 km | 50 km libre | Sprint | 4 × 10 km |
| Mondiaux 2019 Seefeld | 28e    | Épreuve inexistante à cette date | Épreuve inexistante à cette date | 72e       |                     | - —         | 21e    | 13e       |

Légende :
- : pas d'épreuve
- — : non disputée par Wang

### Coupe du monde
- Meilleur classement général : 105e en 2020.
- 1 podium individuel  : 1 deuxième place.

#### Classements en Coupe du monde
| Saison / Classement | Saison / Classement | Général | Général | Sprint | Sprint |
| ------------------- | ------------------- | ------- | ------- | ------ | ------ |
| Saison / Classement | Saison / Classement | Class.  | Points  | Class. | Points |
| 2020                | 2020                | 105e    | 20      | 65e    | 20     |